# Amblypsilopus bractus
Amblypsilopus bractus är en tvåvingeart som beskrevs av Daniel J. Bickel och Wei 1996. Amblypsilopus bractus ingår i släktet Amblypsilopus och familjen styltflugor.
Artens utbredningsområde är Guizhou (Kina). Inga underarter finns listade i Catalogue of Life.